# Litra SE
Litra SE, litreret SE-SF-SG-SH er et togsæt, som anvendes af DSB som et 4. generations S-togssæt på det Københavnske S-banenet. I modsætning til det andet 4. generations S-togssæt, Litra SA, består togsættet kun af fire vogne.
Togsættene er leveret af Alstom LHB og Siemens AG Erlangen.

## Historie
Som afløsere for S-togssættene fra anden og tredje generation, besluttede DSB i 1992 at bestille otte nye S-togssæt, med option på yderligere 112 sæt, hos Alstom LHB og Siemens AG Erlangen. Dette mundede ud i Litra SA, og efter flere vellykkede prøvekørsler, besluttede DSB at udnytte optionen på yderligere 112 togsæt. Ud af de 112 togsæt var det planen at 15 af dem skulle leveres som en tosystemsudgave til kørsel på den planlagte S-togsstrækning til Roskilde.

Da denne strækning ikke blev en realitet, og i forbindelsen med den forlængede ringbane, besluttedes det at disse 15 8-vognstogsæt i stedet skulle leveres som 30 4-vogns halvtog, litra SE.

En ulykke i 2002 bevirkede imidlertid, at et 8-vognstogsæt måtte udrangeres, og nu er opklodset i Århus. Som erstatning anskaffedes et ekstra 4-vognstogsæt. I alt er der således leveret 136 togsæt, hvoraf de 105 er 8-vognstogsæt og de 31 er 4-vognstogsæt.

## Togsættet
Hele togsættet er videoovervåget for at begrænse hærværk og øge tryghedsfornemmelsen hos passagerer og personale. Togene accelererer hurtigt og støjsvagt, og opleves generelt som meget komfortable og lyse tog. Tophastigheden er 120 km/t, dog ikke omkring indre by og på Hareskovbanen. På Ringbanen er strækningshastigheden 80 km/t.
På grund af deres buttede facon har togsættene blandt togentusiaster fået øgenavnene Madkasserne, perronknuseren, bobletog og Hamsteren/Dværghamsteren[kilde mangler] – formentlig bestemt af vognantallet, otte eller fire.
De fire vogntyper er:
- SE 4101-4131 = Førerrum, stillekupé, flexrum og to bogier
- SF 4301-4331 = Motorvogn med strømaftager, en bogie
- SG 4501-4531 = Mellemvogn, en bogie
- SH 4701-4731 = Førervogn med traktionscontainer (vekselretter), en bogie

4. generations-S-toget er mere energiøkonomisk end sine forgængere, idet det er udstyret med såkaldt regenerativ bremsning. Det betyder, at toget kan bremse elektrisk, hvor den producerede energi enten bruges af toget selv eller sendes ud i køreledningen til brug for andre tog. Hvis toget ikke havde regenerative bremser, ville det betyde, at der skulle indkøbes ca. 40 % mere el fra elselskabet.
Det er primært den elektriske bremse, der bruges, men derudover har toget også hydrauliske bremser.